# Jakub Myszor
Jakub Myszor (Tychy, 7 giugno 2002) è un calciatore polacco, centrocampista del Ruch Chorzów in prestito dal Raków Częstochowa.

## Carriera

### Club
Cresciuto nel settore giovanile del KS Cracovia, ha esordito in prima squadra il 16 maggio 2021, disputando l'incontro di Ekstraklasa perso per 0-1 contro il Warta Poznań.

### Nazionale
Nel 2021 ha esordito con la nazionale polacca Under-20.

## Statistiche

### Presenze e reti nei club
Statistiche aggiornate al 2 giugno 2022.
| Stagione        | Squadra         | Campionato      | Campionato | Campionato | Coppe nazionali | Coppe nazionali | Coppe nazionali | Coppe continentali | Coppe continentali | Coppe continentali | Altre coppe | Altre coppe | Altre coppe | Totale | Totale |
| Stagione        | Squadra         | Comp            | Pres       | Reti       | Comp            | Pres            | Reti            | Comp               | Pres               | Reti               | Comp        | Pres        | Reti        | Pres   | Reti   |
| --------------- | --------------- | --------------- | ---------- | ---------- | --------------- | --------------- | --------------- | ------------------ | ------------------ | ------------------ | ----------- | ----------- | ----------- | ------ | ------ |
| 2020-2021       | KS Cracovia     | EK              | 1          | 0          | CP              | 0               | 0               | UEL                | 0                  | 0                  | SP          | 0           | 0           | 1      | 0      |
| 2021-2022       | KS Cracovia     | EK              | 26         | 3          | CP              | 1               | 0               |                    | -                  | -                  |             | -           | -           | 27     | 3      |
| Totale carriera | Totale carriera | Totale carriera | 27         | 3          |                 | 1               | 0               |                    | 0                  | 0                  |             | 0           | 0           | 28     | 3      |